# ماسانهاپپو-گو
ماسانهاپپو-گو (به لاتین: Masanhappo-gu) یک منطقهٔ مسکونی در کره جنوبی است که در چانگ‌وون واقع شده‌است. ماسانهاپپو-گو ۲۳۹٫۹۳ کیلومتر مربع مساحت و ۱۸۴٬۰۰۰ نفر جمعیت دارد.